# Parco nazionale di Kerinci Seblat
Il parco nazionale di Kerinci Seblat è il più grande parco nazionale di Sumatra (Indonesia). Si estende in totale per 13.791 km², comprendendo quattro province: Sumatra Occidentale, Jambi, Bengkulu e Sumatra Meridionale.
Insieme ai parchi nazionali di Bukit Barisan Selatan e Gunung Leuser costituisce uno dei patrimoni dell'umanità, la foresta tropicale di Sumatra  .
L'area del parco comprende gran parte dei monti Barisan, compresa la più alta vetta di Sumatra, il Kerinci (3805 m). Nel parco si trovano anche sorgenti calde, fiumi con rapide, caverne, cascate panoramiche e il più elevato lago vulcanico dell'Asia sud-orientale - il Gunung Tujuh.
Il parco ospita una gran varietà di flora e fauna. Crescono qui più di 4000 specie di vegetali, tra cui il fiore più grande del mondo, la Rafflesia arnoldi, e la pianta erbacea con la più grande infiorescenza, l'aro titano. La fauna comprende tigri di Sumatra, rinoceronti di Sumatra, elefanti di Sumatra, leopardi nebulosi del Borneo, tapiri dalla gualdrappa, orsi malesi e 370 specie di uccelli.